# Saint-Pie (Quebec)
Saint-Pie é uma cidade localizada na província de Quebec no Canadá.